# Rajshahi (Division)
Die Division Rajshahi (Bengalisch: রাজশাহী বিভাগ, Rājśāhī bibhāg) ist eine von acht Verwaltungseinheiten Bangladeschs, die den Distrikten übergeordnet und nach ihrer jeweilig größten Stadt benannt sind. Die Fläche umfasst 18.194 km². Sie befindet sich im Nordwesten des Landes. Die Bevölkerungszahl der Division beträgt etwa 20 Mio. Einwohner. Die Verwaltungshauptstadt ist Rajshahi.
Die Division Rajshahi grenzt im Norden an die nationale Verwaltungseinheit Rangpur, im Osten an Dhaka und Maimansingh, im Süden an Khulna und im Westen an den indischen Bundesstaat Westbengalen.
Die Verwaltungseinheit setzt sich aus 8 Distrikten zusammen: Bogra, Jaipurhat, Lalmonirhat, Naogaon, Natore, Nawabganj, Pabna, Rajshahi und Sirajganj.
Bis zum 25. Januar 2010 gehörten auch die Distrikte Dinajpur, Gaibandha, Kurigram,  Nilphamari, Panchagarh, Rangpur und Thakurgaon zur Division Rajshahi. Diese bildeten dann die neu geschaffene Division Rangpur.

## Bevölkerungsentwicklung
| Jahr           | Einwohnerzahl |
| -------------- | ------------- |
| Zensus 1991    | 14.212.065    |
| Zensus 2001    | 16.354.723    |
| Zensus 2011    | 18.484.858    |
| Schätzung 2016 | 20.412.000    |